# Élections législatives de 1951 dans le Cantal
Les élections législatives françaises de 1951 se tiennent le 17 juin. Ce sont les deuxièmes élections législatives de la Quatrième République.

## Mode de scrutin
Représentation proportionnelle plurinominale suivant la méthode du plus fort reste dans 103 circonscriptions, conformément à la loi des apparentements : les listes qui se sont « apparentées » avant l'élection remportent tous les sièges de la circonscription si leurs voix ajoutées obtiennent la majorité absolue des suffrages exprimés. Il y a 629 sièges à pourvoir.
Le vote préférentiel est admis. 
Dans le département du Cantal, trois députés sont à élire.

## Candidats

### Liste d'union des indépendants, paysans et Républicains nationaux
| N° | Candidats | Candidats          | Parti | Principales fonctions                                                    |
| -- | --------- | ------------------ | ----- | ------------------------------------------------------------------------ |
| 01 |           | Camille Laurens    | CNIP  | Agriculteur-exploitant, propriétaire au Trialou de Maurs, député sortant |
| 02 |           | Alphonse Dommergue | CNIP  | Conseiller général, maire de Saint-Flour                                 |
| 03 |           | Georges Rolland    | CNIP  | Notaire, conseiller municipal de Mauriac                                 |

### Liste de la Section française de l'Internationale ouvrière
| N° | Candidats | Candidats       | Parti | Principales fonctions                                                                            |
| -- | --------- | --------------- | ----- | ------------------------------------------------------------------------------------------------ |
| 01 |           | Géraud Jouve    | SFIO  | Journaliste, député sortant, ancien résistant, conseiller général du canton de Riom-ès-Montagnes |
| 02 |           | Germain Guibert | SFIO  | Instituteur, conseiller général, conseiller municipal de Montsalvy                               |
| 03 |           | René Amarger    | SFIO  | Journaliste, ancien résistant, Lorcières                                                         |

### Liste du Parti communiste français
| N° | Candidats | Candidats      | Parti | Principales fonctions                                            |
| -- | --------- | -------------- | ----- | ---------------------------------------------------------------- |
| 01 |           | Lucien Goutel  | PCF   | Manœuvre, secrétaire de la fédération du Cantal du PCF, Aurillac |
| 02 |           | Robert Navarre | PCF   | Instituteur, Aurillac                                            |
| 03 |           | Jean Jaulhac   | PCF   | Ouvrier agricole, Jussac                                         |

### Liste du Mouvement républicain populaire
| N° | Candidats | Candidats        | Parti | Principales fonctions                               |
| -- | --------- | ---------------- | ----- | --------------------------------------------------- |
| 01 |           | Henri Escaravage | MRP   | Avocat à la Cour d'Appel de Paris, ancien résistant |
| 02 |           | Henri Joannon    | MRP   | Pharmacien à Murat                                  |
| 03 |           | Raymond Vergne   | MRP   | Notaire à Aurillac                                  |

### Liste du Parti radical-socialiste
| N° | Candidats | Candidats           | Parti   | Principales fonctions                                                      |
| -- | --------- | ------------------- | ------- | -------------------------------------------------------------------------- |
| 01 |           | Louis Abel          | Radical | Industriel                                                                 |
| 02 |           | Alexandre Teissèdre | Radical | Ancien conseiller d'arrondissement du canton de Saint-Flour-Sud, Tanavelle |
| 03 |           | Henri Lapeyre       | Radical | Négociant                                                                  |

### Liste de l'Union démocratique et socialiste de la résistance, du Rassemblement des gauches républicaines et de défense des libertés
| N° | Candidats | Candidats        | Parti                | Principales fonctions                                                                                        |
| -- | --------- | ---------------- | -------------------- | --- |
| 01 |           | Augustin Chauvet | UDSR                 | Sous-directeur au Ministère des Finances, conseiller général du canton de Salers, maire d'Anglards-de-Salers |
| 02 |           | François Fau     | RGR                  | Négociant |
| 03 |           | Jean Chassang    | Défense des libertés | Exploitant, expert agricole                                                                                  |

### Liste du Rassemblement du peuple français
| N° | Candidats | Candidats       | Parti | Principales fonctions                                                           |
| -- | --------- | --------------- | ----- | ------------------------------------------------------------------------------- |
| 01 |           | Raymond Réthoré | RPF   | Cultivateur à Magnac-Lavalette (Charente), ancien député radical de la Charente |
| 02 |           | Louis Bayard    | RPF   | Négociant                                                                       |
| 03 |           | Louis Brunhes   | RPF   | Agent d'assurances                                                              |

## Élus
| Député sortant   | Parti | Parti | Député élu ou réélu | Parti | Parti |
| ---------------- | ----- | ----- | ------------------- | ----- | ----- |
| Clément Lavergne |       | PCF   | Alphonse Dommergue  |       | CNIP  |
| Géraud Jouve     |       | SFIO  | Georges Rolland     |       | CNIP  |
| Camille Laurens  |       | CNIP  | Camille Laurens     |       | CNIP  |

Alphonse Dommergue est décédé le 25 juin 1954.

## Résultats

### Résultats à l'échelle du département
- Les listes du CNIP, du MRP, du Parti radical et de l'union UDSR-RGR-Déf. lib se sont apparentées.
- Leurs voix cumulées représentant plus de 50% des exprimés, tous les sièges sont répartis à la proportionnelle entre les partis apparentés.

| Parti    | Parti                   | Tête de liste    | Résultats | Résultats | Sièges |  |
| Parti    | Parti                   | Tête de liste    | Voix      | %         |        |  |
| -------- | ----------------------- | ---------------- | --------- | --------- | ------ |  |
|          | CNIP *                  | Camille Laurens  | 26 383    | 31,70     | 3      |  |
|          | SFIO                    | Géraud Jouve     | 17 875    | 21,48     | 0      |  |
|          | PCF                     | Clément Lavergne | 13 990    | 16,81     | 0      |  |
|          | MRP *                   | Henri Escaravage | 7 370     | 8,86      | 0      |  |
|          | Parti radical *         | Louis Abel       | 5 978     | 7,18      | 0      |  |
|          | UDSR - RGR - Déf. lib * | Augustin Chauvet | 5 761     | 6,92      | 0      |  |
|          | RPF                     | Raymond Réthoré  | 5 283     | 6,35      | 0      |  |
|          |                         |                  |           |           |        |  |
| Inscrits | Inscrits                | Inscrits         | 113 814   | 100,00    | 3      |  |
| Votants  | Votants                 | Votants          | 85 042    | 74,72     |        |  |
| Exprimés | Exprimés                | Exprimés         | 83 230    | 97,87     |        |  |